# Christina Bachmann-Roth

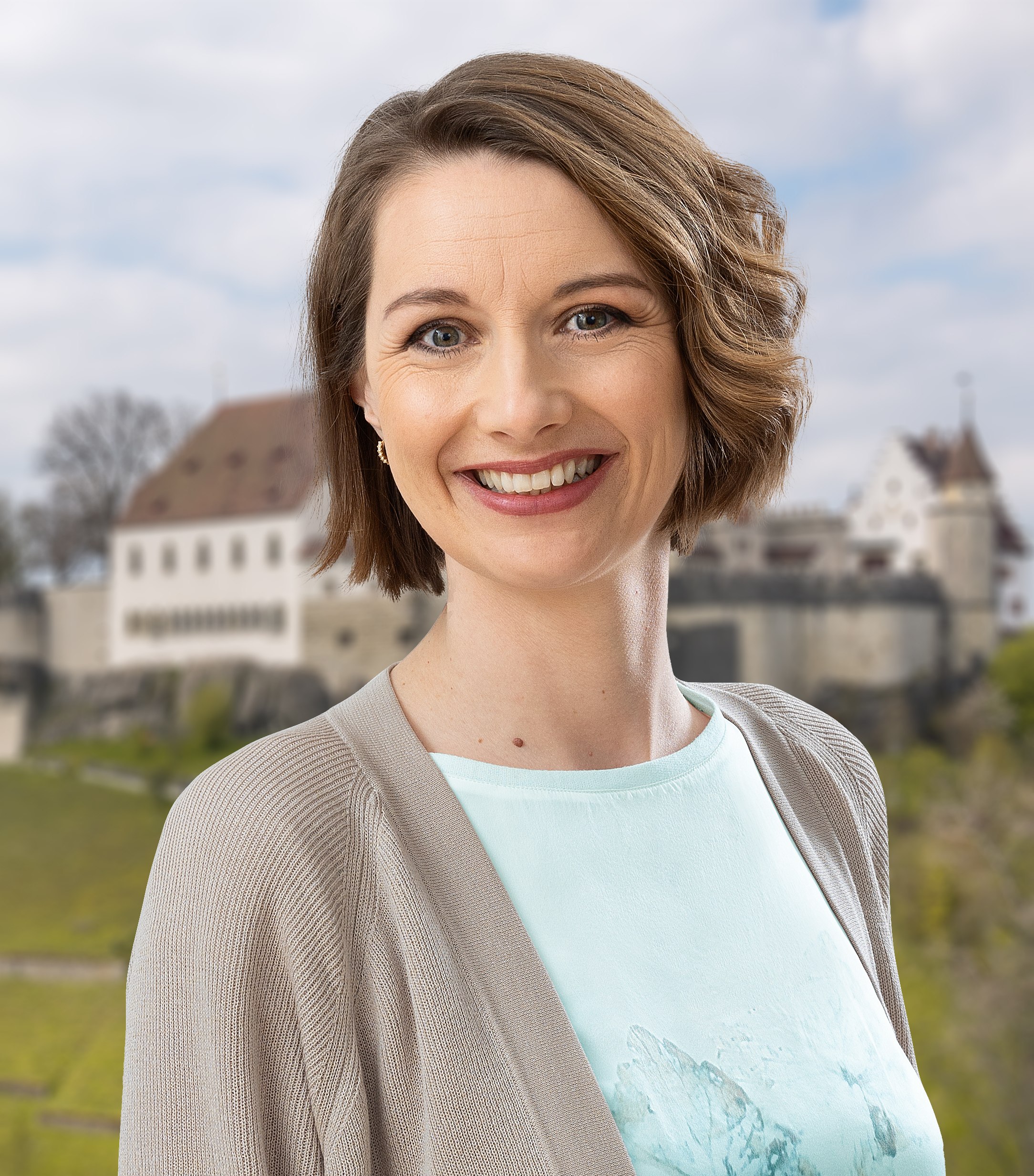
Christina Bachmann-Roth (2023)

Christina Bachmann-Roth (* 30. Oktober 1983 in Luzern; heimatberechtigt in Hildisrieden und Lenzburg) ist eine Schweizer Unternehmerin und Politikerin (Die Mitte, vormals CVP).

## Politik
Christina Bachmann-Roth ist seit Oktober 2021 Präsidentin der Mitte Frauen Schweiz. Im Jahr 2019 wurde sie in den Einwohnerrat der Stadt Lenzburg im Kanton Aargau gewählt. Seit 2022 ist sie Vorstandsmitglied des Bundes Schweizerischer Frauenvereine Alliance F. 2021 war sie Mitbegründerin des Vereins IG Klima-Zukunft Lenzburg, der sich für Lösungen für eine klimaneutrale Stadt Lenzburg einsetzt.
Zu den Schweizer Parlamentswahlen 2019 trat Bachmann-Roth als Kandidatin für den Nationalrat an und erzielte mit dem Slogan «Bald kommen meine Tage!» schweizweit Aufmerksamkeit.

## Leben
Christina Bachmann-Roth ist in der Region Michelsamt im Kanton Luzern aufgewachsen. 2002 schloss sie die eidgenössisch anerkannte Maturität am Gymnasium der Baldegger Schwestern im Luzerner Seetal ab. Im Jahr 2005 erlangte sie den Bachelor of Arts in Management an der Universität Freiburg. Zwei der sechs Semester absolvierte sie an der Università Cattolica in Mailand. Anschliessend studierte sie an der Universität Bern Business Administration und schloss 2008 den Master mit dem Schwerpunkt Entrepreneurship ab.
Später war sie in den Bereichen Marketing, Verkauf, Product Management und Key Account Management bei der Emmi AG, der Lonza AG und Reckitt Benckiser tätig. 2015 gründete sie ein eigenes Start-up namens Gaudis AG, welches sie zu einer Handelsplattform für regionale Lebensmittel und Käse weiterentwickelte. 2021 verkaufte sie die Firma an die Fromagerie Amstutz SA. Sie ist Inhaberin der Bachmann-Roth Holding AG und als Verwaltungsrätin tätig.
Christina Bachmann-Roth ist mit dem Generalsekretär der Schweizerischen Evangelischen Allianz, Andi Bachmann-Roth, verheiratet. Das Paar hat vier Töchter und wohnt in Lenzburg.